# 古鹿田村
古鹿田村（こかだそん）は、岡山県御野郡にあった自治体である。

## 概要
旭川下流右岸に位置した。かつての鹿田荘の一部であり村名の由来でもあるが、鹿田村と分かつため「古」を冠した。
奥内村・田住村・二日市村・七日市村・十日市村・青江邑・円覚村・新福村があったが、1875年（明治8年）3月に奥内村と田住村が合併して奥田村、円覚村と新福村が合併して豊成村となった。また青江邑は青江村と改称した。

## 沿革
- 1883年（明治16年）2月15日 - 連合戸長役場制度発足により、御野郡第九部戸長役場を七日市村に設置し、同村および二日市村・奥田村・十日市村・青江村・豊成村を管轄[3]。
- 1889年（明治22年）6月1日 - 町村制の施行により、二日市村（大部分）・七日市村・十日市村・奥田村・豊成村・青江村および岡山区新道の一部が合併して村制施行し、古鹿田村が発足。旧村名を継承した6大字を編成し、役場を七日市に設置[1]。
- 1899年（明治32年）8月1日 - 岡山市、鹿田村、福浜村に分割編入。同日古鹿田村廃止。

## 合併後
古鹿田村廃止の際、七日市は岡山市の、豊成・青江は福浜村の、奥田は鹿田村の各大字となった。
二日市は一部（字楮畠・字坪場・字下内田口・字銭屋敷・字矢倉下・字興七郎地・字清介地・字吉五郎地・字西川東筋・字古木屋橋筋・字寺町筋・字土手筋・字馬場筋・字宮地・字宮西・字新道・字下三野口・字西側筋）が岡山市二日市町となり、残余は鹿田村の大字となった。
十日市は一部（字堀切・字中大明）が岡山市七日市となり、残余は福浜村の大字となった。

## 当時の主要施設
- 春日神社